# گاسیمو سیلا
گاسیمو سیلا (انگلیسی: Gassimou Sylla؛ زادهٔ ۱۰ اوت ۲۰۰۸) بازیکن فوتبال اهل بلژیک است که در حال حاضر برای باشگاه فوتبال اندرلشت فیوچرز، تیم دوم باشگاه فوتبال اندرلشت بازی می‌کند. 
وی همچنین در تیم ملی فوتبال زیر ۱۷ سال بلژیک بازی کرده است.